# Курган Славы (Новочеркасск)
Курган Славы — мемориальный комплекс, открытый к 35-летию Победы в Новочеркасске. Расположен на кургане в Александровском саду рядом со входом в него.

## Описание
Значительной культурной и мемориально-исторической ценности комплекс как таковой не имеет. Под ним нет никаких могил ни защитников города, ни его освободителей, ни жертв нацистов. Тем не менее, большую историческую ценность представляет непосредственно курган. Именно он — настоящий памятник истории и культуры. Считается, что он появился в скифо-сарматскую эпоху и под ним погребены древние останки.
Долгое время курган носил название «Курган в Александровском саду». Около 150 лет его использовали как смотровую площадку для обзора местности, в частности во время разлива реки Тузлов. До революции на кургане располагалась пушка, которая в полдень — как в Петербурге, — стреляла.
Архитектурно-художественное оформление весьма схоже на аналогичные в иных городах России и зарубежья. Смотрящие в небо четыре штыка символизируют четыре года войны. В центре был помещён Вечный огонь, около которого на полусфере из бетона были закреплены железные буквы с надписью «Никто не забыт, ничто не забыто!». На внешней полусфере памятника ступеньки из камня, начинающиеся от каменных плит с изображением Звезды Героя Советского Союза и списком городов-героев. Рядом с выходом с Кургана славы была поставлена бетонная плита со списком погибших жителей города в годы Великой Отечественной войны.
С конца 1990-х состояние комплекса постепенно ухудшалось. Вечный огонь потух. Но благодаря принципиальной позиции ветеранов города к 9 мая 2012 года мемориал полностью отреставрировали и снова зажгли Вечный огонь.
В начале октября 2016 года двое подростков осквернили мемориальный комплекс. Вандалы разрисовали стены смотровой площадки, где расположен Вечный огонь, нецензурными словами. Было возбуждено уголовное дело по статье «Вандализм».